# William Thomas Cosgrave
William Thomas Cosgrave, Iers: Liam Tomás Mac Cosgair, (6 juni 1880 – 16 november 1965) was een Ierse politicus. Cosgrave volgde Michael Collins op als premier van de tijdelijke Ierse regering van augustus tot december 1922. Hierna diende hij als eerste President of the Executive Council van de Ierse Vrijstaat (eveneens een premiersfunctie). Hij diende van 1922 tot 1932.
Cosgrave is ook minister voor de lagere overheden geweest.
- Bibliothèque nationale de France: cb16184277x (data)
- Gemeinsame Normdatei: 120016524
- International Standard Name Identifier: 0000 0000 7734 1496
- Library of Congress Control Number: n97017453
- SNAC: w6pn9jsx
- Virtual International Authority File: 77135624
- WorldCat: E39PBJp9rdwfbFG9mRfXhpXcfq